# Tu primo grande amore
Tu primo grande amore – singel włoskiego piosenkarza Vincenzo Cantiello wydany 3 października 2014 roku. Piosenka zwyciężyła w 12. Konkursie Piosenki Eurowizji Junior (2014), który odbył na Malcie. 
Vincenzo wygrał w finale konkursu zdobywszy łącznie 159 punktów. Do piosenki powstał teledysk opublikowany 7 października 2014 na kanale „Junior Eurovision Song Contest” w serwisie YouTube.  